# Burlage (Hüde)

Ansicht des Dorfes, im Hintergrund die Kirche

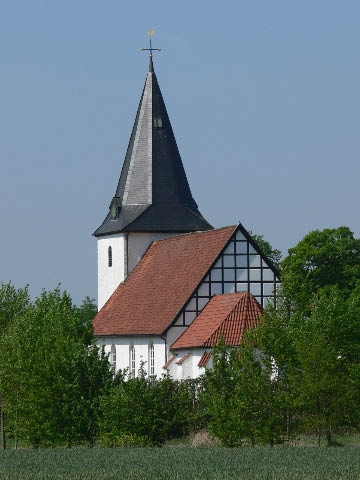
St.-Marien-Kirche mit der Kapelle

Burlage ist ein Ortsteil der Gemeinde Hüde, die wiederum Teil der Samtgemeinde Altes Amt Lemförde, Landkreis Diepholz, ist.

## Lage
Das Dorf liegt im Naturpark Dümmer. Am Ort treffen sich die Bundesstraße 51, die Landesstraße 345 und die Kreisstraße 28. Westlich des Ortes liegt der Dümmersee. Man erreicht den Ort, wenn man zwischen Lemförde und Lembruch nach Osten abbiegt.

## Allgemeines
H. Gade schreibt in seinem Buch „Die Grafschaft Diepholz, historisch-geographisch-statistische Beschreibung“, dass es im Jahre 1901 sechs Wohnhäuser mit 30 Einwohnern in Burlage gab. Bis heute ist die Einwohnerzahl ähnlich, auch die Anzahl der Wohngebäude hat sich nicht verändert.
Das Dorf Burlage ist jedoch durch den Bau der Eisenbahnlinie Osnabrück–Bremen im ausgehenden 19. Jahrhundert in zwei Teile geteilt worden. Die St.-Marien-Kirche und zwei Wohngebäude befinden sich heute auf der anderen Seite der Bahn, hier beginnt auch das sogenannte „Bruch“, welches bereits zur Diepholzer Moorniederung gehört.

## Geschichte
In Burlage bestand ein Benediktinerinnenkloster. Laut einer Sage wurde es schon in der Zeit der Sachsenkriege gegründet, wie Matthäus Merian im 17. Jahrhundert schreibt:

„Es hat diese Graffschafft (Diepholz) imgleichen ein Jungfrawen-Kloster / Burlage genannt / welches den Nahmen daher bekommen haben soll / dass zu Zeiten Keyser Karlen des Großen / die Sachsen oder Sächsische Bauren / daselbst ihr Lager gehabt haben / als besagter Keyser ein Treffen mit ihnen gehalten. Wie dann ferner gemeldet wird / dass der Keyser Gott zu Ehrn / wegen des gegen ermeldete Sachsen erhaltenen Sieges / diesen Ort zu einem Kloster gewidmet“

Neuere Forschung geht dagegen davon aus, dass das Kloster auf eine wohl um 1100 gegründete Missionszelle („cellula“) zurückgeht. Das Kloster wurde im Jahre 1538 evangelisch, jedoch wohnten bis 1672 einige „Klosterfrauen“ noch dort, das Haupthaus wurde im Jahre 1704 wegen Baufälligkeit umgeweht.
Burlage bildet eine eigene Kirchengemeinde; zu dieser gehören die umliegenden Dörfer Lembruch, Hüde, Marl und zu den genannten gehörende kleine Dörfer. Früher gehörte auch die Gemeinde Lemförde dazu, die sich jedoch nach Gründung einer eigenen Kirche am Ende des Mittelalters von Burlage löste.

## Bauwerke
In der Liste der Baudenkmale in Hüde sind für Burlage zwei Baudenkmale aufgeführt: die Marienkirche und der Friedhof in der Düversbrucher Straße.  
Die Marienkirche stammt zum größten Teil aus dem 16. Jahrhundert. Die als Sakristei genutzte ehemalige Klosterkapelle stammt aber schon aus dem 14. Jahrhundert. Dabei stehen beide Bauteile so unsymmetrisch zueinander, dass in der Nordostecke früher noch ein Fenster Platz gefunden hatte, wobei die Kapelle im Südosten bis zur Südmauer der Kirche reicht.
In der Kirche sind vor allem der Kanzelaltar von 1700 und die Orgel aus dem Jahre 1717 sehenswert. In der Kapelle steht außerdem eine Gruppe von elf Apostelfiguren (ohne Judas) und eine evtl. dazugehörige Muttergottesstatue, die beide aus dem 15. Jahrhundert stammen. Ebenfalls eine wertvolle Anna-selbdritt-Statue aus der Zeit um 1450 gehört zum Inventar.